# Alexander Reinhold Frey
Alexander Reinhold Frey, född 24 maj 1825 i Viborg, död 14 juni 1877 i Viborg, var en finländsk jurist och politiker.
Frey var son till kollegieassessor Johan Adolf Frey och Helena Tuderman. Efter Viborgs distriktsskola studerade Frey vid Viborgs läroverk 1838–1840 och blev student vid Kejserliga Alexanders Universitetet i Finland i Helsingfors 1842. Han var auskultant vid Viborgs hovrätt 1847, blev samma år kanslist vid hovrätten och erhöll domarexamen. 1850 blev han justitieråd i Viborg, vice häradshövding 1851, hovrättsassessor 1864 och hovrättsråd 1876. Vidare blev han justitieborgmästare i Viborg 1859 samt var Viborgs representant i borgarståndet vid lantdagen 1872 och var borgarståndets talman vid lantdagen 1877.
Frey gifte sig 1851 med Hedvig Lovisa Emilia Norring. Han var far till operasångaren Hjalmar Frey och ingenjören Alexander Lennart Frey.